# سد بویو
سد بویو (به لاتین: Buyo Dam) یک سد خاکی و نیروگاه برقابی در ساحل عاج است.